# Amt Meschede
Das Amt Meschede war ein Amt im Kreis Meschede in der Provinz Westfalen und in Nordrhein-Westfalen. Im Rahmen der nordrhein-westfälischen Gebietsreform wurde das Amt zum 1. Januar 1975 aufgelöst. Rechtsnachfolger ist die Stadt Meschede. Ein Amt Meschede existierte auch schon im Herzogtum Westfalen um 1810.

## Geschichte

### Herzogtum Westfalen
Das Herzogtum Westfalen war 1803 an die Landgrafschaft Hessen-Darmstadt gefallen. Am 22. September 1807 trat ein Gesetz zur Neueinteilung des Herzogtums in 18 Ämter in Kraft. Pro Amt gab es einen Justizamtmann, der am Amtsort, zumindest aber im Bezirk residieren musste und der Regierung verantwortlich war. Die Städte waren spätestens seit 1809 vollständig in die Gerichtsbarkeit einbezogen. Zum Amtsbezirk Meschede gehörten zu dieser Zeit die Gerichte Meschede, Calle und Remblinghausen, außerdem die Freiheit Eversberg und das Kirchspiel Velmede. Insgesamt umfasste das Amt 15 Schultheißenbezirke.

### Preußen und Nordrhein-Westfalen

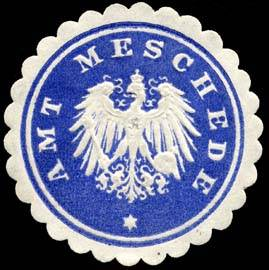
Siegelmarke Amt Meschede

Nach der Franzosenzeit fiel das Herzogtum Westfalen an Preußen und kam zum Regierungsbezirk Arnsberg. Das Gebiet des alten Amtes Meschede gehörte dort von 1817 bis 1819 zum Kreis Arnsberg und danach zum Kreis Eslohe, der 1832 in Kreis Meschede umbenannt wurde. 
Im Jahr 1829 entstand die Bürgermeisterei Meschede aus der Stadt und Kirchspiel Meschede sowie den Schultheißenbezirken Drasenbeck, Remblinghausen, Calle und Stockhausen.
Im Rahmen der Einführung der Landgemeindeordnung für die Provinz Westfalen wurde 1843 im Kreis Meschede aus der Bürgermeisterei Meschede das Amt Meschede gebildet. Das Amt umfasste die Stadt Meschede, die Landgemeinde Meschede sowie die Landgemeinden Calle und Remblinghausen. Die Landgemeinde Meschede bestand aus dem Kirchspiel Meschede ohne die Stadt, und zwar aus den Orten und Wohnplätzen Berghausen, Enste, Ensthof, Galiläa, Heggen, Hellern, Immenhausen, Laer, Löttmaringhausen und Schederberge.
1948 gehörten zur Verwaltung des Amtes Meschede die Ämter Meschede (14.036 Einwohner) sowie Bestwig (11.606 Einwohner). Die Amtsangehörigen Gemeinden bildeten sich aus der Stadt Meschede und Eversberg sowie den Gemeinden Meschede-Land, Gevelinghausen, Heringhausen, Nuttlar, Calle, Ostwig und Ramsbeck.
Im Jahr 1961 hatte das Amt bei einer Fläche von 161,60 km² eine Einwohnerzahl von 19.363 Menschen. 
Zum 1. Januar 1975 wurde das Amt Meschede durch das Sauerland/Paderborn-Gesetz aufgelöst. Sein gesamtes Gebiet fiel an die vergrößerte Stadt Meschede im neuen Hochsauerlandkreis.

## Einwohnerentwicklung
| Jahr | Einwohner | Quelle |
| ---- | --------- | ------ |
| 1839 | 5.818     | [ 5 ]  |
| 1871 | 7.357     | [ 6 ]  |
| 1885 | 7.600     | [ 7 ]  |
| 1895 | 7.465     | [ 8 ]  |
| 1910 | 8.361     | [ 9 ]  |
| 1933 | 10.579    | [ 10 ] |
| 1939 | 11.924    | [ 10 ] |
| 1948 | 14.036    | [ 4 ]  |
| 1950 | 16.747    | [ 11 ] |
| 1955 | 18.185    | [ 12 ] |
| 1960 | 19.253    | [ 12 ] |
| 1961 | 19.363    | [ 13 ] |
| 1970 | 22.810    | [ 14 ] |

## Religion
| Jahr | Einwohner | katholisch | evangelisch | sonstige | keine |
| ---- | --------- | ---------- | ----------- | -------- | ----- |
| 1955 | 18.185    | 14.433     | 3.623       | 76       | 56    |
| 1960 | 19.253    | 15.161     | 3.846       | 246      | -     |

## Wappen
| Wappen des ehemaligen Amt Meschede | Blasonierung Von Blau und Gold gespalten, vorn ein halber silberner Adler, hinten ein roter Sparren. Beschreibung Der Adler und die Farbe Blau sind Kennzeichen der früheren Landesherren, der Grafen von Arnsberg. Der rote Sparren auf goldenem Grund war das Wappenbild der im Amt Meschede begüterten Familie von Meschede. Die amtliche Genehmigung erfolgte am 30. Oktober 1936. |